# IKK – Die Innovationskasse
Die IKK – Die Innovationskasse ist eine bundesweit geöffnete deutsche Krankenkasse aus der Gruppe der Innungskrankenkassen mit Sitz in Lübeck. Als Träger der gesetzlichen Krankenversicherung ist sie eine Körperschaft des öffentlichen Rechts (KdöR).

## Geschichte
Am 1. Januar 2006 entstand aus der Fusion der IKK Mecklenburg-Vorpommern und IKK Schleswig-Holstein mit damals 154.132 Mitgliedern die Innungskrankenkasse Nord (IKK Nord). Von 2006 bis zum 31. Januar 2021 war die Krankenkasse ausschließlich für die Bundesländer Mecklenburg-Vorpommern und Schleswig-Holstein geöffnet. Zum 1. Februar 2021 wurde im Rahmen einer Satzungsänderung der Name der Krankenkasse in IKK – Die Innovationskasse geändert und eine bundesweite Öffnung vollzogen.

## Struktur und Größe
Die IKK hat mit Stand 1. Januar 2024 273.273 Versicherte, davon 223.722 Mitglieder.

## Organe
Der Vorstand besteht aus dem hauptamtlich tätigen Alleinvorstand Ralf Hermes.
Der Verwaltungsrat setzt sich aus je 14 Versicherten- und Arbeitgebervertretern zusammen und ist somit paritätisch besetzt. Die Vorsitzenden des Verwaltungsrates sind Olaf Knauer (Verwaltungsratsvorsitzender der Versichertenvertreter) und Rolf Hansen (Verwaltungsratsvorsitzender der Arbeitgebervertreter). Alle Mitglieder des Verwaltungsrates arbeiten ehrenamtlich, er wurde am 7. Juli 2023 im Zuge der Sozialwahlen neu konstituiert.

## Digitalisierung
Die elektronische Patientenakte (ePA) der Krankenkasse soll einen besseren Informationsaustausch zwischen den verschiedenen Ärzten und einen transparenten Überblick für den Versicherten ermöglichen. Der Versicherte kann dem behandelnden Arzt individuell und zeitlich begrenzt die Einsicht in die ePA erlauben.
Als digitale Kontaktmöglichkeit bietet die IKK eine Mobile App und ein Online Servicecenter an.

## Partner
Die IKK hat Partnerschaften mit der Kreishandwerkerschaften, Handwerkskammern und Unternehmerfrauen in Mecklenburg-Vorpommern und Schleswig-Holstein.
Seit dem 1. Juli 2018 ist Holstein Kiel Gesundheitspartner der IKK. Ziel der Partnerschaft ist es Sport und Gesundheit noch enger zu verknüpfen. Die Schwerpunkte der Gesundheitskooperation liegen auf Fitness und Ernährung in den unterschiedlichen Spielarten.

## Beitragssatz
Der allgemeine Beitragssatz wird seit dem 1. Januar 2009 vom Gesetzgeber einheitlich vorgegeben und liegt bei 14,6 Prozent des beitragspflichtigen Einkommens. Bei der IKK – Die Innovationskasse wird ein Zusatzbeitrag erhoben, welcher bis Ende 2023 bei 1,6 Prozent lag. Zum 1. Januar 2024 erhob man 1,7 Prozent, zum 1. Juli 2024 folgte eine weitere Erhöhung auf 2,3 Prozent. Zum 1. November 2024 erhöhte die IKK – Die Innovationskasse den Zusatzbeitrag auf 3,10 Prozent. Ab dem 1. Februar 2025 steigt der Zusatzbeitrag auf 3,6 %. Zum 1. Juli 2025 folgte eine weitere Erhöhung auf nunmehr 18,9 Prozent.